# K1 (機関短銃)
K1は、韓国で開発された小銃である。国防科学研究所により開発された短機関銃で、大宇精工によって生産され、韓国軍では1981年に制式採用された。
M3サブマシンガンの後継として開発されたため、小銃弾を使用するが「機関短銃」（朝: 기관단총）と呼称される。なお、「機関短銃」という言葉は第二次世界大戦以前に日本軍でサブマシンガンの訳語として造語されたものである。

## 開発
1972年に始まったM16自動小銃の後継国産小銃開発（1984年にK2小銃として採用）の開始に伴い、韓国軍特殊戦司令部は、1976年に国防科学研究所（ADD）に対して旧式化したM3サブマシンガンの後継となる新型火器の開発を要求した。
ADDは国産小銃開発プロジェクトであるXBライフル計画の一環として新型機関短銃の開発を開始し、その達成目標として次の要件を掲げた。
- 容易に携行できるように軽量であること
- コストパフォーマンスに優れること
- 国防を他国に依存しないために国産とすること
- 拳銃弾を用いる従来のサブマシンガンより強力な火力を備えること

ADDではM16をベースに新型機関短銃の開発を進めた。M16では銃床内に配置されていたリコイルスプリングを、伸縮式銃床を用いるためにアッパーレシーバー内部へ移動、上部のキャリングハンドルを除きM16よりも小型化した試作品が1980年に完成し、1981年にK1機関短銃として制式採用された。

## K1A

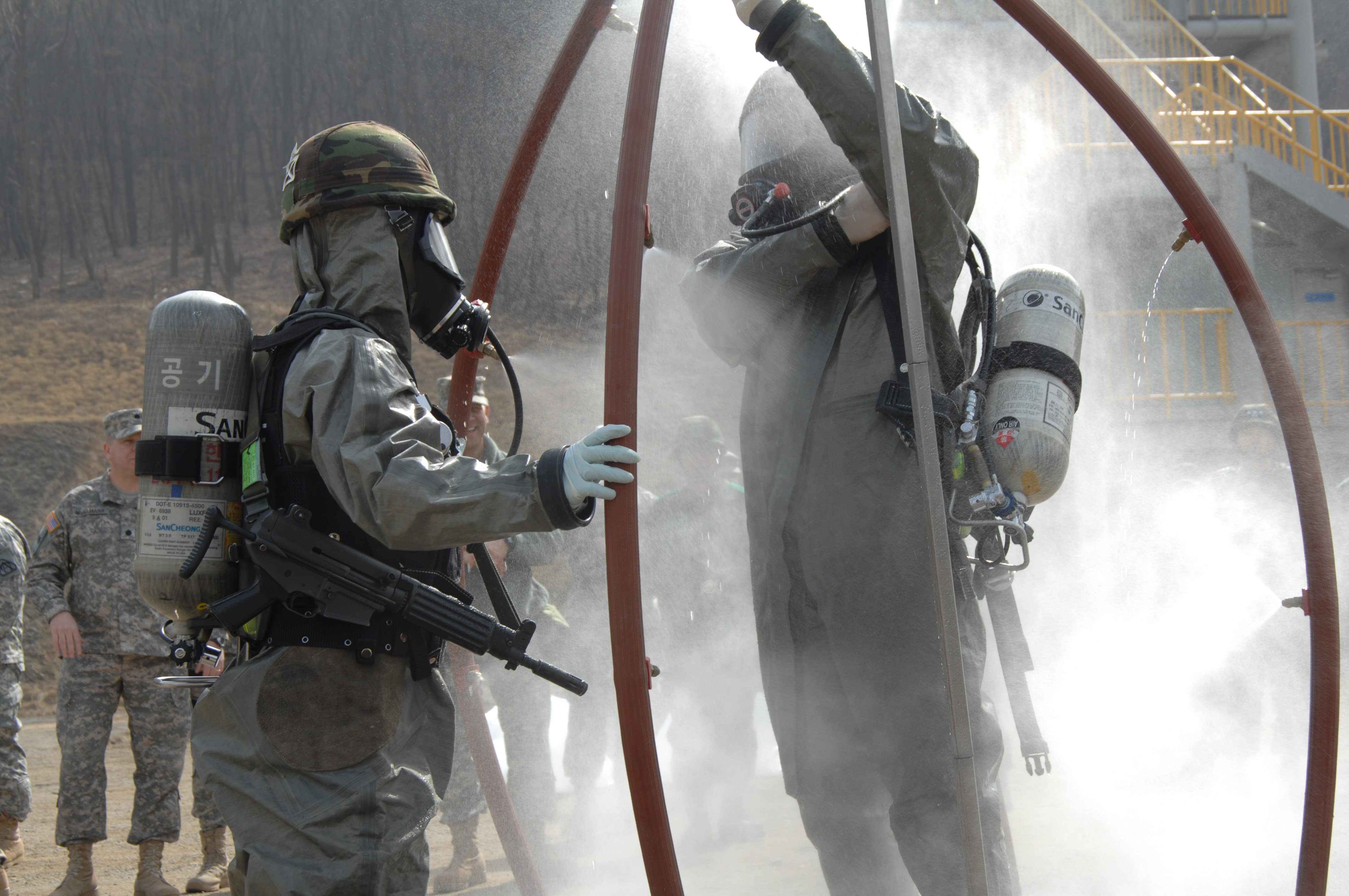
弾倉を抜いた状態のK1Aを携行し、除染手順を実演する韓国軍の化学特殊部隊（2009年）

K1は1981年に軍に採用されたが、初期型のフラッシュサプレッサー（初期の軽機関銃に用いられた喇叭型の形状である）に問題があり、配備後に以下のような問題点が指摘された。
- 反動が大きく、銃床も脆弱[2]
- 発射音・発射光ともに過大[2]
- 夜戦で敵を狙い続けるのが難しい

これらの問題は先行して存在したCAR15-SMGでも生じていた問題であり、同銃ではこれを解決するため大型のフラッシュサプレッサーを装着したが、K1もこれに倣って新型のフラッシュサプレッサーを開発することで解決された。

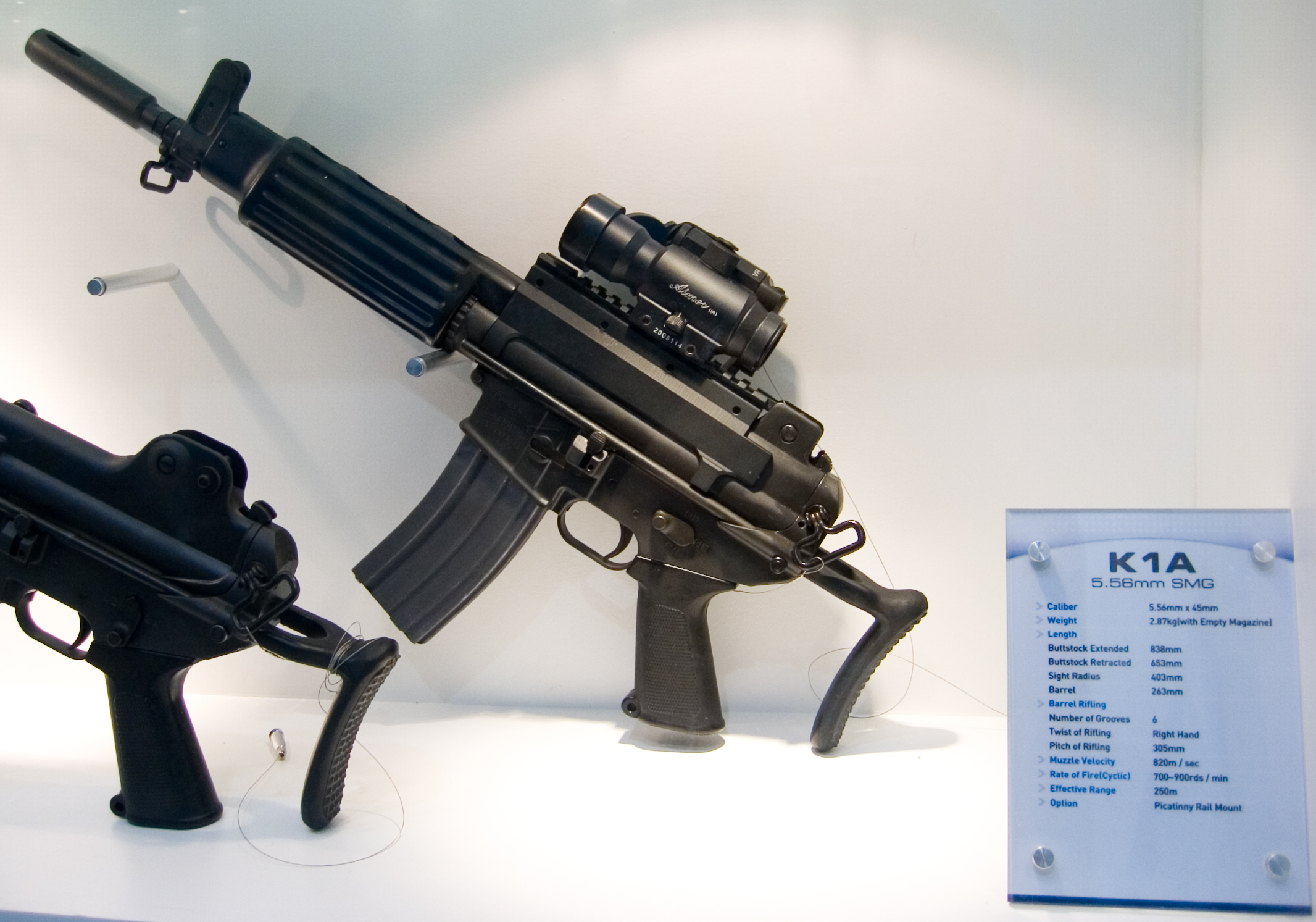
改良されたK1A機関短銃。上部にピカティニーレールが設けられている

新しいフラッシュサプレッサーは発射光を従来の3分の1まで軽減し、上方右側に3つの穴を開けることでマズルジャンプを抑える効果が追加されていた。さらに、効果的な射撃を行うための三点バースト機構も追加され、改良型はK1A機関短銃と名づけられ、1982年から生産が始められるとともに、既に完成していたK1もK1Aの仕様へ改造された。
現在では、レシーバ（機関部）上部にピカティニーレールを備えたK1Aが製造され、各種の照準器やアクセサリの着脱が容易に行えるように改良されている。
K1の伸縮式銃床はM3サブマシンガンのものに似ており、断面形がワイヤー状をしている。拳銃弾よりも強力な小銃弾を使うため、銃床を伸ばして連射するとワイヤーが上下にしなり、銃の安定を損ないやすいとの指摘がある。

## K2小銃との比較
K1はK2小銃の短縮版と誤解されることがあるが、次の点でK2小銃とは異なっている。
- K1は作動方式としてM16シリーズと同様の作動方式（ストーナー型のダイレクト・インピジメント式）を採用しているが、K2ではAK-47等と同様のロングストロークピストン式を採用している[3]。
- K1のライフリングはM193弾薬（55 gr弾頭のM16/M16A1向け弾薬）用に12インチ (30.5 cm)/周 のライフリング転度であるのに対して、K2は5.56mm NATO弾（SS109・62 gr弾頭のM16A2 – A4向け弾薬）用の7.3インチ (18.5 cm)/周の転度となっている。

## 輸出型
K1の輸出型として、.223レミントン弾を使用するMAX-1 と MAX-2 が存在する。

## 使用国
- 韓国
- インドネシア
- セネガル
- レバノン

## 登場作品

### 映画
『新感染半島 ファイナル・ステージ』
K1Aが登場。ミンジョンが装備しており、ゾンビや敵対する民兵集団631部隊に対して使用する。
『ロボコップ2』
デトロイト市警察の警察官が、M16やステアーAUGと共に使用。

### ゲーム
『レインボーシックス シージ』
第7弾追加コンテンツで追加された韓国人隊員の1人がK1Aを使用可能。